# ديزي لويس
ديزي لويس (بالإنجليزية: Daisy Lewis)‏ هي ممثلة بريطانية، ولدت في 31 ديسمبر 1984 في المملكة المتحدة.

## وصلات خارجية
- ديزي لويس على موقع IMDb (الإنجليزية)
- ديزي لويس على موقع قاعدة بيانات الفيلم (الإنجليزية)